# 瓦克斯霍 (北卡羅萊納州)
瓦克斯霍（英語：Waxhaw）是一個位於美國北卡羅萊納州尤寧縣的城鎮。

## 人口
根據2020年美國人口普查的數據，瓦克斯霍的面積為31.65平方千米，當中陸地面積為31.42平方千米，而水域面積為0.23平方千米。當地共有人口20534人，而人口密度為每平方千米649人。